# ميخائيل ليمان (مخرج)
ميخائيل ليمان (بالإنجليزية: Michael Lehmann)‏ هو مخرج أمريكي، ولد في 30 مارس 1957 في سان فرانسيسكو في الولايات المتحدة.

## وصلات خارجية
- مايكل ليمان على موقع IMDb (الإنجليزية)
- مايكل ليمان على موقع ألو سيني (الفرنسية)
- مايكل ليمان على موقع أول موفي (الإنجليزية)
- مايكل ليمان على موقع قاعدة بيانات الأفلام السويدية (السويدية)
- مايكل ليمان على موقع إن إن دي بي (الإنجليزية)
- مايكل ليمان على موقع قاعدة بيانات الفيلم (الإنجليزية)
- مايكل ليمان على موقع كينوبويسك (الروسية)